# فيليكس روبرتسون
فيليكس روبرتسون (بالإنجليزية: Felix Robertson) هو سياسي أمريكي، ولد في 1781 في ناشفيل في الولايات المتحدة، وتوفي في 1865. حزبياً، نشط في الحزب الديمقراطي.